# Júzcar
Júzcar es un municipio español de la provincia de Málaga, Andalucía, situado en el oeste de la provincia en el Valle del Genal, y es una de las poblaciones que conforman la comarca de la Serranía de Ronda.
Situado a 623 metros sobre el nivel del mar y en 2016 contaba con 228 habitantes.
Sus habitantes se denominan juzcareños.
Limita al norte con el municipio de Ronda; al este, con Cartajima y Pujerra; al sur con el municipio de Estepona; y al oeste con los municipios de Jubrique, Faraján y Alpandeire.
El pueblo está asentado sobre una hondonada, al norte de la cual se encuentra el Jarastepar (1425 m s. n. m.) en la sierra del Oreganal. Las tierras del término están regadas por el río Genal y el barranco de las Cañadas. Dista 25 km de Ronda y 144 km de Málaga.

## Historia
Júzcar debió de ser pueblo importante a juzgar por los numerosos poblados que caían bajo su jurisdicción, entre los que se hallaban, según Pascual Madoz en su Diccionario geográfico-estadístico-histórico de España (1845-50), Faraján y los anejos de Alcapana, Capanza, Moclón, La Fábrica y Los Molinos.
Como el resto de los núcleos de la Serranía de Ronda, también se vio afectado por la expulsión de los moriscos y las consiguientes repoblaciones, donde halla sus raíces la población actual.

### La Fábrica de Hojalata
La primera fábrica de hojalata de España se instaló en Júzcar. Así lo afirma un libro editado por Altos Hornos de Vizcaya. La elección del lugar obedeció a la riqueza maderera de esta zona de la Serranía de Ronda, indispensable para el carbón vegetal que se necesitaba para la fundición. La fábrica comenzó a producir a mediados del año 1731 bajo el pomposo nombre de "La nunca vista en España REAL FÁBRICA DE HOJA DE LATA Y SUS ADHERENTES, reinando los siempre invictos monarcas y Católicos Reyes don Felipe V y doña Isabel de Farnesio", según figuraba en la lápida del frontón de entrada.
La factoría, que estuvo situada junto al río en el lugar que hoy se conoce como finca la Fábrica, poseía un cuarto secreto donde se realizaba el proceso de estañado. Tuvo una plantilla de 200 obreros. Como en España no se conocía el procedimiento empleado en la elaboración del producto, vinieron de Alemania una treintena de técnicos al mando de dos ingenieros suizos, Pedro Menrón y Emerico Dupasquier. Las crónicas cuentan que los técnicos salieron de Alemania clandestinamente, metidos en barriles, al tener prohibida su marcha al extranjero para evitar la competencia.
Añaden las crónicas que el transporte de la mercancía se hacía a lomos de camellos, más prácticos que los burros y mulos y superior a su capacidad de carga. Fueron enviados expresamente por el Gobierno de Madrid. La factoría quebró ante la fuerte competencia de la industria asturiana y vasca.

### Pueblo pitufo

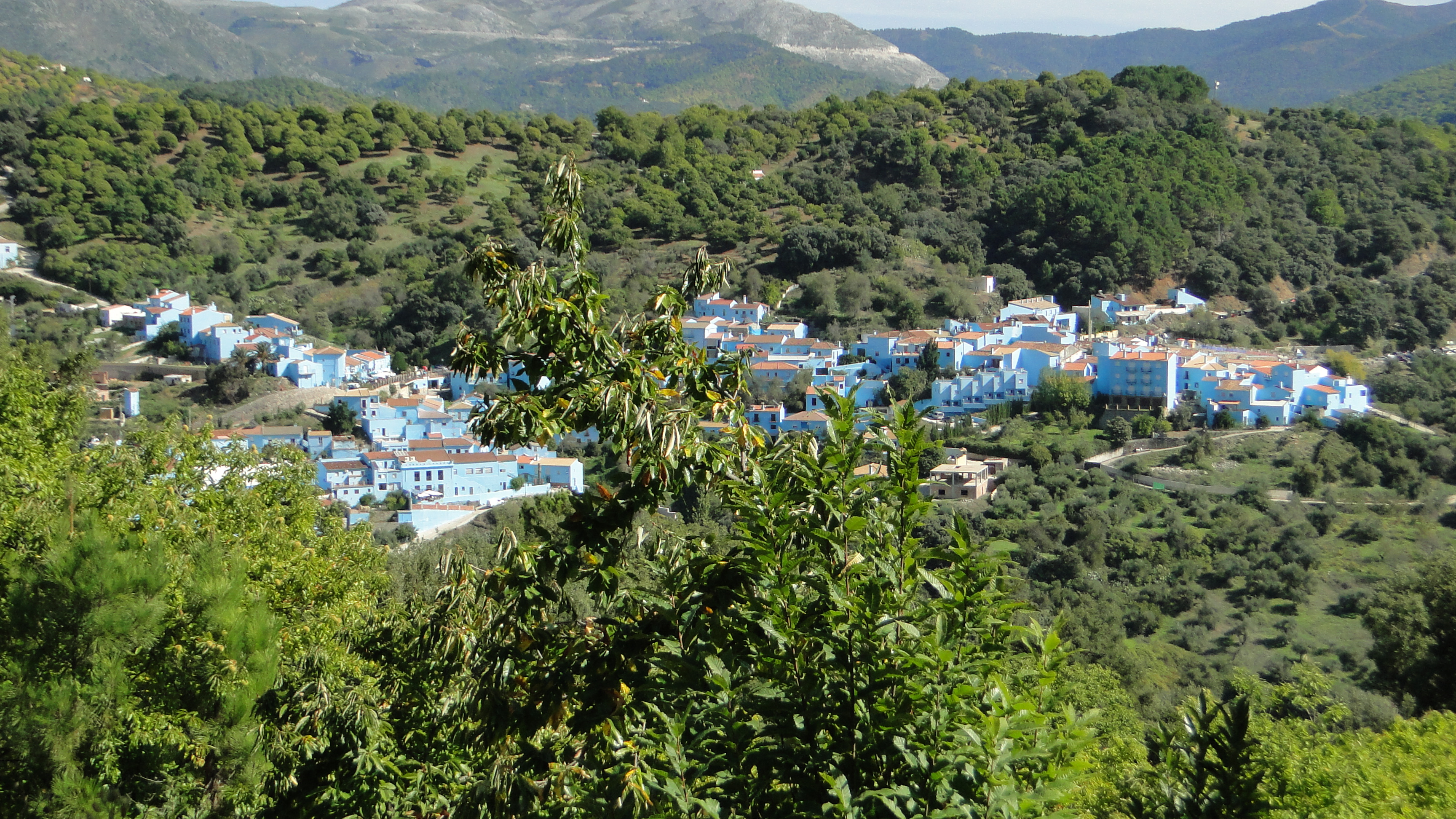
Júzcar (Málaga)

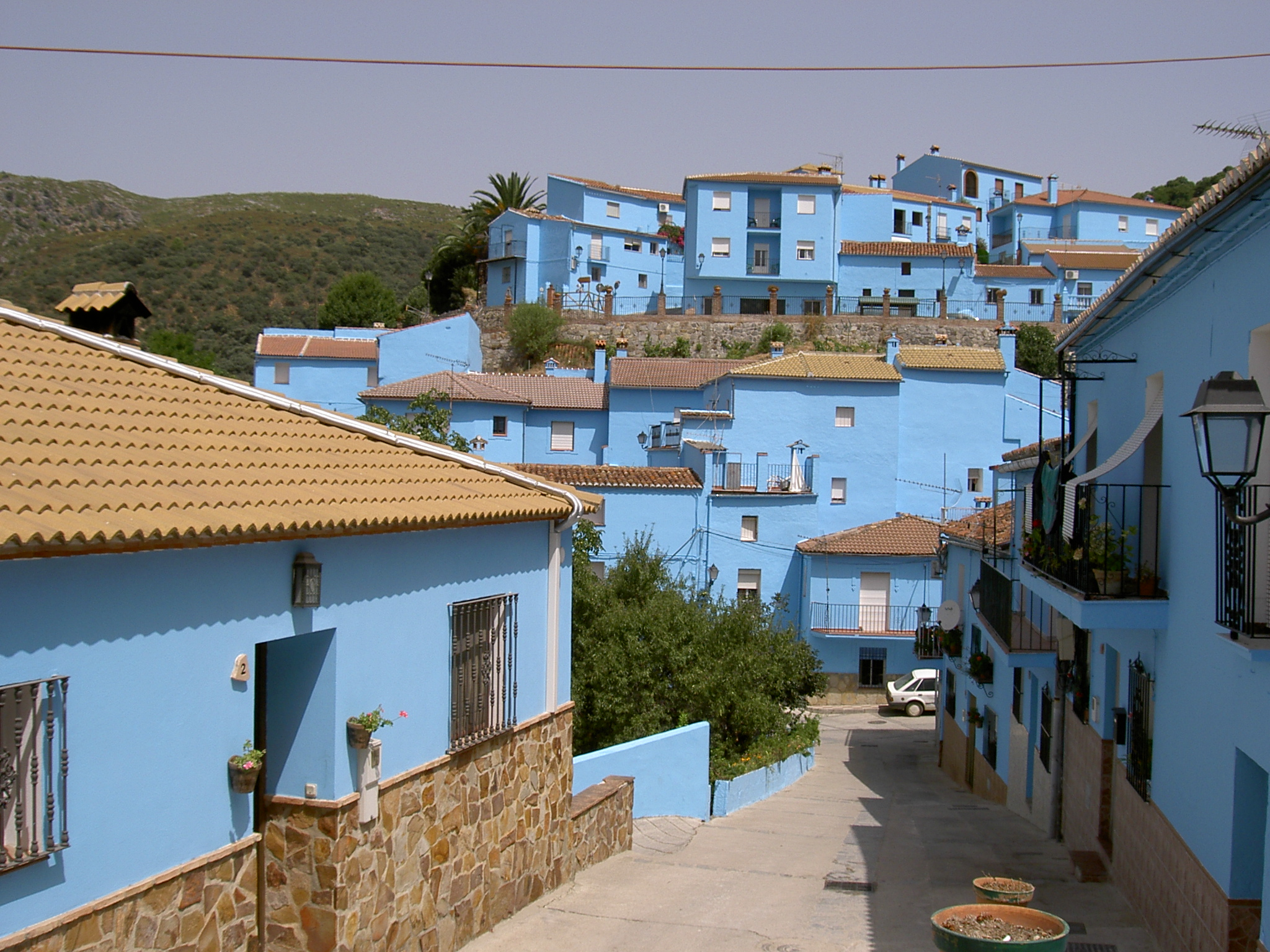
Casas azules, en alusión a los Pitufos.

El 16 de junio de 2011 se produjo en el pueblo el estreno mundial de la película de Los Pitufos. Bungalow25, una agencia de publicidad madrileña que colaboraba en el lanzamiento de la película con Sony Pictures Releasing, tuvo la idea de pintar de azul todas sus casas y así recibir el estreno. El 18 de diciembre de 2011 los juzcareños, en consulta popular, decidieron prorrogar la pintura de sus fachadas en color azul, al haber encontrado ventajas económicas y lúdicas sobre el tradicional blanco de cal.

## Lugares de interés
Iglesia Santa Catalina de Siena, La Real Fábrica de Hojalata de San Miguel de Júzcar (rehabilitada en 2018), despoblado de Moclón, Los Riscos y ruinas de molinos.
Museo micológico de Júzcar
El Museo Micológico de Júzcar es una parada obligada para los visitantes que quieran iniciarse en el mundo de las setas o aumentar sus conocimientos sobre esta disciplina. En sus instalaciones alberga un recinto expositivo, un punto de información turística y un centro cultural. Además en este municipio se suelen organizar jornadas micológicas y es un destino referencia para los amantes del micoturismo.
Ruta de Fray Leopoldo
Júzcar es una de las localidades incluidas en la Ruta de Fray Leopoldo. Su itinerario discurre por varias poblaciones de la Serranía de Ronda, como Alpandeire, Pujerra, Igualeja, Cartajima y Faraján. Por estas tierras anduvo el beato hasta los 33 años. Entonces ingresó en la orden capuchina y marchó a Granada. 

## Geografía humana

### Demografía
Cuenta con una población de 227 habitantes (INE 2024).
| Gráfica de evolución demográfica de Júzcar entre 1842 y 2021                                                                                                |
| |
| Población de derecho según los censos de población del INE Población de hecho según los censos de población del INEEn este censo se denominaba Juscar: 1842 |

### Economía

#### Evolución de la deuda viva municipal
| Gráfica de evolución de Deuda viva del Ayuntamiento de Júzcar entre 2008 y 2019                                |
| |
| Deuda viva del Ayuntamiento de Júzcar en miles de Euros según datos del Ministerio de Hacienda y Ad. Públicas. |

## Fiestas

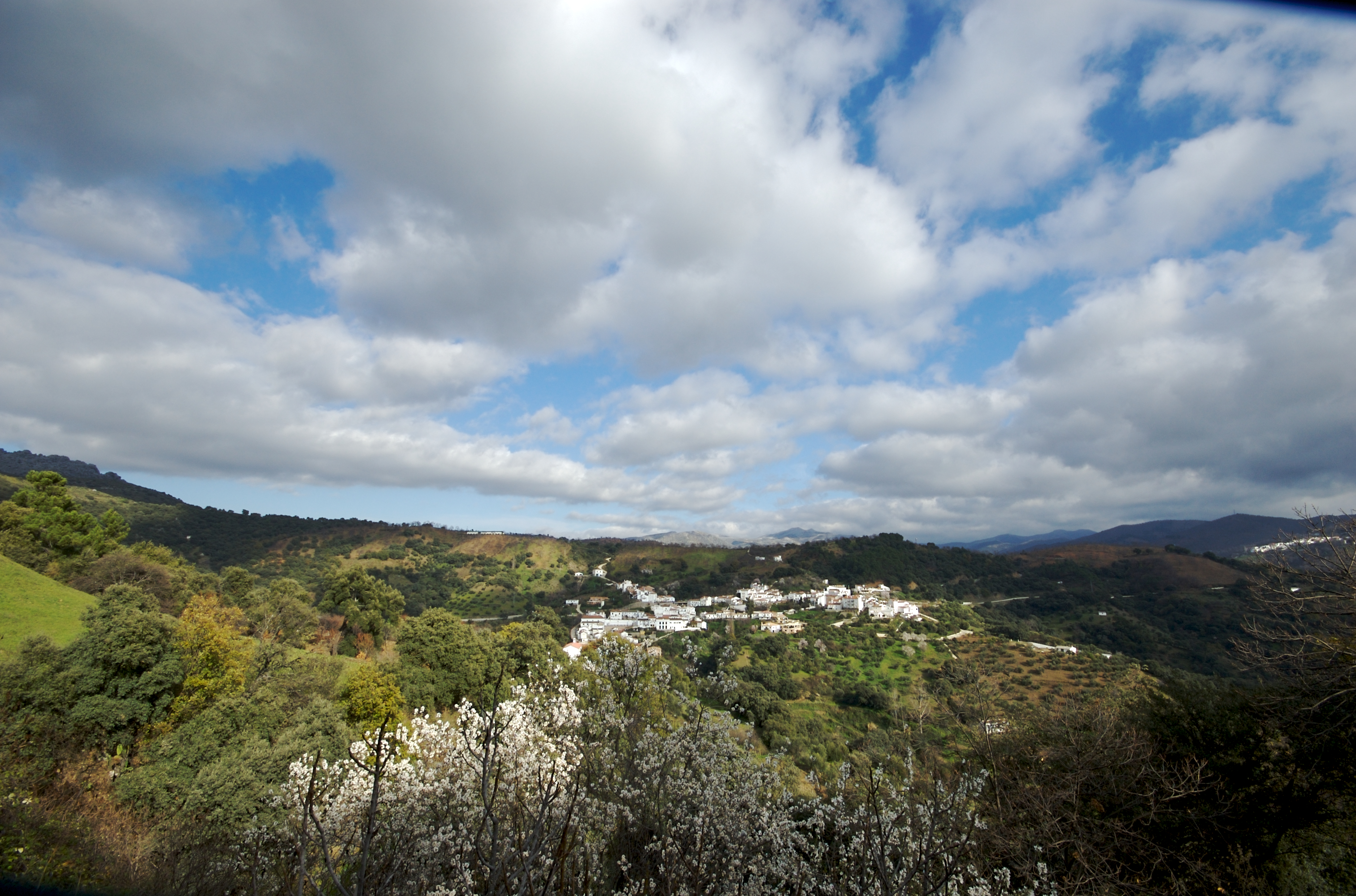
Vista de Júzcar.

- Tercer fin de semana de agosto: fiestas en honor a Ntra. Sra. Virgen de Moclón.
- 19 de marzo (San José, patrón del municipio), procesión. Verbena nocturna la víspera del domingo o festivo más cercano.
- La Porretá (febrero)
- Carnavales (febrero)
- Domingo de Resurrección. Procesión y verbena a partir de las 16:00 h aproxm.
- Romería Virgen de Moclón: primer fin de semana de julio,
- Jornadas Micológicas del Valle del Genal (mediados de noviembre)
- Jornadas de Historia de la Serranía de Ronda (finales de abril)
- Fiesta Pre-fin de Añoporongo: Fin de semana anterior a Nochebuena

## Gastronomía
Los platos típicos son: migas, sopeao, saltavallao, la olla, guiso de ajos porros, todo ello acompañado de vino del terreno (mosto, tinto) que se hace en el municipio.